# Hakim
Abdelhakim Bouromane (Casablanca, 9 de octubre de 1966), conocido simplemente como Hakim, es un cantante y compositor español de origen marroquí. Su música podría definirse como una mezcla ecléctica de pop, flamenco y música tradicional árabe.
En la actualidad reside en Conil de la Frontera.

## Vida
Nacido en Casablanca (Marruecos), donde pasó toda su infancia. Se inició en la música a la edad de cinco años junto a su padre, yendo a las mezquitas a cantar cantos religiosos. A la edad de siete años, Hakim ya ganaba algo de dinero cantando junto a su padre, el cual hacía un trabajo de naturaleza religiosa. El canto religioso formó parte de la vida de Hakim durante su infancia y adolescencia, momento en el que, además, comenzó también a cantar en bodas y fiestas de personalidades. 
Mientras se licenciaba en filología árabe en la universidad de Hasan II en Casablanca, Hakim, que ya había descubierto la rentabilidad de su voz, cantaba en orquestas, primero música religiosa, como siempre había hecho, y también andalusí, y luego, música de cantantes árabes clásicos así como modernos. 
En 1987 Hakim pisó España por primera vez, fue de vacaciones a Málaga.  
Tiempo después y debido a un premio de música andalusí fue contratado para cantar en unas jornadas moriscas en un pueblo de Málaga (Casarabonela). A partir de ahí, sus visitas a España, especialmente a Ceuta, se repitieron con frecuencia, hasta que se quedó, definitivamente, en la ciudad de Málaga.
Hakim se matriculó en la Escuela Oficial de Idiomas para aprender el español, así como en el Conservatorio Elemental de Música Pablo Ruiz Picasso primero, y posteriormente en el Conservatorio Superior de Música de Málaga, estudiando en total 1 año de guitarra, 2 de piano, y cuatro de solfeo y de canto.
El tiempo que estudió canto, lo compaginó con prácticas durante 2 años en la Coral de Santa María Victoria, y otros 2 en el Coro de Ópera de Málaga, donde fue barítono lírico.
Una vez dominado el español y finalizados sus estudios musicales, empezó a ganarse la vida cantando en teterías y restaurantes de la Costa del Sol, además durante los veranos regresaba a Marruecos para hacer giras de actuaciones en fiestas, banquetes y bodas.
Para entonces, Hakim ya había conocido la copla y la música de Antonio Molina. Había descubierto, además, la semejanza entre la copla y la música árabe, de manera que se le ocurrió mezclarlas, ofreciendo un repertorio de música cantada, en español y árabe, incluyendo toques árabes en sus particulares versiones.
En este punto, un buen día de 1996, la locutora de Radio Olé, Carmen Abenza acudió a cenar al restaurante donde Hakim cantaba en aquel tiempo. Quedaron impresionados con la actuación, así que Carmen lo invitó a su programa.
Aquella misma semana, Irma Soriano acudió al restaurante donde cantaba Hakim, la cual quiso también invitarlo inmediatamente al programa de televisión en el que trabajaba entonces, De tarde en tarde.  Hakim gustó, y la audiencia volvió a verlo en ¿Por qué?, programa de Consuelo Berlanga y en Hoy es posible, de Nieves Herrero.

## Obra
El éxito alcanzado le permitió repetir y repetir en televisión, de modo que, un día, José Luis de Carlos, director de A & R. de Sony Music, tras verlo en una ocasión con Nieves Herrero, se interesó, lo llamó y le hizo una propuesta. Poco después, y tras considerar también una oferta de Emi, firmaría con la discográfica Sony un contrato para cinco discos. Así fue como, en 1998, grabó, de la mano del productor artístico Manuel Malou, su primer disco, Comosuena. 
Desde el 22 de mayo al 11 de septiembre de 1999, Hakim estuvo de gira por España promocionando su música y su disco, del que se vendieron más de doscientas mil copias y llegó a ocupar uno de los primeros puestos en las listas de ventas de este país.
En los meses primeros del año 2000 , Hakim volvió a los estudios de grabación para cantar de nuevo y preparar su segundo trabajo discográfico, en la primavera de esa época presentó el fruto de esos meses de trabajo: El volcán de tus deseos, un disco de fusión que superó en calidad a su primer disco, fue tal su éxito que el mismo día de su lanzamiento salió como disco de oro (50.000 copias vendidas) colocándose de nuevo en las listas de superventas.
El trabajo de Hakim no paso desapercibido para Mohammed VI, rey de Marruecos, quien otorgó a Hakim la medalla al Mérito Nacional con categoría de sobresaliente en la primera visita de estado del rey a España.
En enero y febrero de 2001, Hakim se dispuso a grabar su tercer disco, esta vez con Paco Ortega como productor artístico, y la colaboración de Isabel Montero en dos temas. Así nació Entre dos orillas, que se colocó en la lista de los más vendidos la misma semana de su estreno, el 23 de abril, su primer sencillo  "La muchacha turca" alcanzó muchísimo éxito, tanto que tiempo después otra artista la versionó en inglés y se puso de nuevo en las listas de superventas. 
Para enero del 2002 Hakim volvió a preparar un nuevo trabajo discográfico esta vez con la intervención de Gustavo Ramudo como productor, fue un disco muy trabajado y su preparación duró más de nueve meses de grabación, no fue hasta marzo de 2003 que salió a la venta este trabajo denominado Sin fronteras, con una diferencia de los demás, que fue hecho por otra discográfica distinta, Ediciones-Senador, los cuales propusieron una oferta a Hakim tras finalizar su contrato con Sony Music Entertainment S.A.
Ya para el año 2004 Hakim grabó el que sería su quinto trabajo al que llamó Alahabibi cuya promoción duro cerca de 24 meses y en 2006 Hakim publicó el disco Viento de mar.
Ya en 2007 Hakim publicó su séptimo disco, titulado La séptima luna y editado por su propia empresa Ediciones Alandalus. En septiembre de 2008 se cumplió una década de carrera discográfica de Hakim y para conmemorar dicho acontecimiento Hakim publicó el disco El baúl de la copla.
En 2010 Hakim presentó su nuevo trabajo de título A buen puerto, compartió la promoción de su nuevo disco con la gira de actuaciones y conciertos, deleitando con sus ritmos orientales fusionados con lo mejor de la canción española, el flamenco y hasta el rock.

## Discografía
Durante su carrera musical Hakim ha lanzado nueve discos al mercado:
- Comosuena (1998) - Doble Platino en España
- El volcán de tus deseos (2000) Disco de Oro en España
- Entre dos orillas (2001)
- Sin fronteras (2003)
- Alahabibi (2004)
- Viento de mar (2006)
- La séptima luna (2007)
- El baúl de la copla (2008)
- A buen puerto (2010)